# Liriomyza huidobrensis
Espèce
Liriomyza huidobrensis (« mouche mineuse de la pomme de terre » ou « mouche mineuse sud-américaine »), est une espèce d'insectes de l'ordre des diptères et de la famille des Agromyzidae, originaire d'Amérique du Sud, et connue comme ravageur de nombreuses cultures, notamment de pommes de terre.
Synonymes :
- Agromyza huidobrensis Blanchard, 1926
- Liriomyza cucumifoliae (Blanchard, 1938)
- Liriomyza langei (Frick, 1951)
- Liriomyza dianthi (Frick, 1958)

## Description
L'adulte est une petite mouche, de moins de 2,5 mm de long, d'un noir brillant, avec des taches jaunes sur diverses parties du corps.

## Distribution
Liriomyza huidobrensis, espèce originaire des régions de montagnes andines, s'est diffusée dans de nombreuses parties du monde. Elle est présente en Amérique du Sud, du Venezuela à l'Argentine et au Chili (y compris le Brésil), en Amérique centrale (Belize, Costa Rica, El Salvador, Guatemala, Honduras, Nicaragua, Panamá), dans les Caraïbes (République dominicaine). On la rencontre également en Amérique du Nord (Mexique, États-Unis, notamment en Californie et en Floride), en Europe centrale et occidentale, au Moyen-Orient (notamment en Israël), en Extrême-Orient et en Asie du Sud-Est. Elle est signalée également en Afrique du Nord et du Sud et en Océanie,.

## Hôtes
Cette espèce, décrite pour la première fois au Brésil en 1926, est hautement polyphage et affecte plus de 300 espèces végétales dans le monde. Elle est présente sur de nombreuses plantes cultivées, maraîchères et ornementales, aussi bien en cultures de plein champ qu'en serre, ainsi que des adventices. Ces hôtes appartiennent à diverses familles de plantes, dont les Alstroemeriaceae, Apiaceae, Asteraceae, Brassicaceae, Caryophyllaceae, Chenopodiaceae, Cucurbitaceae, Leguminosae, Liliaceae, Linaceae, Oxalidaceae, Polemoniaceae, Solanaceae, Tropaeolaceae et Violaceae. Parmi les cultures les plus touchées sur le plan économique figurent la laitue (Lactuca sativa), la betterave (Beta vulgaris), le chrysanthème (Chrisanthemum indicum), l'épinard (Spinacia oleraceae), le pois (Pisum sativum), la fève (Vicia faba), l'ail (Allium sativum), le piment (Capsicum annuum), la pomme de terre (Solanum tuberosum),.

## Première publication
EE Blanchard, A dipterous leaf-miner on Cineraria, new to science, Revista de la Sociedad Entomologica Argentina 1: 10-11 (1926)

#### Référence taxinomique
- (en) Catalogue of Life : Liriomyza huidobrensis Blanchard, 1926 (consulté le 19 décembre 2020)
- (en) Fauna Europaea : Liriomyza huidobrensis (Blanchard, 1926) (consulté le 17 mars 2023)
- (fr + en) ITIS : Liriomyza huidobrensis  (Blanchard, 1926)
- (en) Animal Diversity Web : Liriomyza huidobrensis
- (en) NCBI : Liriomyza huidobrensis (taxons inclus)

#### Autres
- Mouche mineuse sud-américaine, INRA HYPPZ (fr).